# Раймонд Валґре
Раймонд Валґре (ест. Raimond Valgre; 7 жовтня 1913, Ріісіпере — 31 грудня 1949, Таллінн) — естонський композитор та музикант, чиї пісні широко знані в Естонії та за її межами.

## Композиції
- Peagi Saabun Tagasi Su Juurde;
- Laulud Läbi Viie Aastakümne;
- Raimond Valgre — MC2;
- Raimond Valgre — MC1.